# 瓦哈卡州
瓦哈卡州（西班牙語：Oaxaca，發音：[waˈxaka] ⓘ）是墨西哥合眾國的一個州，位於該國的南部，臨太平洋。2005年估計人口為 3,506,821人。首府瓦哈卡市。

## 历史

### 名称
瓦哈卡的州名来自其首府瓦哈卡市的名称。这个名字来自纳瓦特尔语词“Huaxyacac”，指的是在首府周围发现的一种叫做“guaje”的树（銀合歡）。这个名字最初是由说纳瓦特尔语的阿兹特克人用于瓦哈卡谷的，并在征服瓦哈卡地区时传给了西班牙人。现代州创建于1824年，州印章由 Alfredo Canseco Feraud 设计，并由 Eduardo Vasconcelos 政府批准。
纳瓦特尔语词“Huaxyacac”[waːʃ.ˈja.kak]用中世纪的西班牙语正字法音译为“Oaxaca”，其中 x 代表清腭龈擦音（[ʃ]，相当于英语中“shop”中的 sh，使“Oaxaca”发音为 [waˈʃaka]。然而，在16世纪，清擦音演变成清软颚擦音（[x]，相当于汉语拼音中“h”），“Oaxaca”自此发音变为 [waˈxaka]。在今天的西班牙语中，“Oaxaca”的发音是 [waˈxaka] 或 [waˈhaka]，后者的发音主要用于墨西哥南部、加勒比海、中美洲大部分地区、南美洲的一些地方以及加那利群岛和西班牙安达卢西亚西部的方言中，其中 [x] 已成为清声门擦音（[h]）.

## 著名人物
- 貝尼托·胡亞雷斯，墨西哥總統
- 波費里奧·迪亞斯，墨西哥總統